# Kane Hodder
Kane Hodder (født 8. april 1955) er en amerikansk skuespiller og stuntmand, bedst kendt fra rollen som Jason Voorhees i Fredag den 13.-filmserien.

## Biografi
Kane Hodder fik rollen som Jason Voorhees i Fredag den 13. - Del VII: New Blood, og er den eneste der har spillet rollen mere end én gang. Han fortsatte i rollen i Fredag den 13. - Del VIII: Jason indtager Manhattan, Jason Goes to Hell: The Final Friday og Jason X. Han er blevet rost for at give Jason en "personlighed", i modsætning til de tidligere skuespillere der havde spillet Jason, som egentlig bare portrætterede ham som det han var, en dræbermaskine.

## Privat
Kane Hodder har ordet "KILL" tattoveret på indersiden af sin underlæbe.